# Fulleda
Fulleda [fuˈʎɛða] és un municipi català situat a l'extrem est de la comarca administrativa de les Garrigues, al territori de la Segarra històrica, fronterer amb la Conca de Barberà. El poblament és agrupat en el nucli urbà (560 m) a l'interfluvi de les valls o fondos de la Granada i els Escortals (antigament anomenats Cortals). A la localitat hi ha un monument a Agustina d'Aragó, els progenitors de la qual eren de la població, on també hi van néixer diferents germans seus. La base econòmica del poble és l'agricultura de secà, basada fonamentalment en la vinya, l'olivera i l'ametller, amb alguna presència que sembla minvar del cereal i la silvopastura.

## Història
El territori fulledenc, inclòs llavors sembla dins del de Tarrés, va ser cedit per Ramon Berenguer IV a Ramon de Boixadors el 1149. Les terres dels Boixadors i d'altres propietaris per diverses donacions van anar passant al Reial Monestir de Santa Maria de Poblet. En el període dels segles xiii-xv es va consolidar progressivament el domini de Poblet sobre la localitat que s'allargaria fins a principis del segle xix.
Amb motiu de la Guerra de Successió, la minva general de la població es deixà sentir a Fulleda, que baixà a 20 cases, i al conjunt comarcal que baixà fins a 790 cases l'any 1718. L'any 1719, el nombre de cases a Fulleda és idèntic al de 1718 i el nombre d'habitants és de 155, mentre que la comarca té 961 cases amb 3.681 persones.
A partir d'aquesta data es manifesten signes de recuperació i la població fulledenca i garriguenca continuen un procés d'increment que es mantindrà al llarg del segle xviii i xix, amb una petita paralització a mitjans d'aquest darrer segle, i que arribarà ja molt atenuat fins a l'any 1936, en què comença la davallada rural que ens du al moment present.
L'edicte del marquès de Castel-Rodrigo, del 2 de gener de 1719, creà el corregiment de Lleida al qual passà a pertànyer Fulleda. Seixanta-sis anys més tard, l'any 1787, segons el cens de Floridablanca hi ha 428 habitants. Podem observar, doncs, un augment del 176%. Es pot deduir que aquest augment va ser degut al valor agrícola de les terres abans no conreades, les quals en el moment de ser desermades van demanar braços forasters. Aquest increment fou general a totes les terres que formen la comarca de les Garrigues, on la població augmentà un 257%. És clar que no fou un simple creixement vegetatiu, i que les causes cal cercar-les en unes circumstàncies econòmiques favorables, les quals exigien aportacions humanes exteriors: noves plantacions d'olivera, arbre que es va multiplicar extraordinàriament i, a més, en el cas de Fulleda, cal pensar en una major activitat del forn del vidre.
La població va obtenir el màxim a mitjans del xix, amb uns 500-600 habitants, i ha anat decreixent a partir d'aquell moment. La dècada del 1960 va ser d'una forta emigració que a hores d'ara sembla haver-se estroncat, amb una demografia més o menys estabilitzada i amb una forta tendència a l'envelliment.
L'any 2006 s'hi va projectar, entre els termes municipals de Fulleda i de Tarrés, els parcs eòlics de la Serra de Vilobí (33 aerogeneradors), en funcionament des de principis de 2008, Ràfols (14 aerogeneradors) i Pla de Tossalets (19 aerogeneradors) que finalment no es construïren. Aquestes instal·lacions comptaren amb el suport dels tres regidors de Convergència i Unió (CiU) de l'Ajuntament de Fulleda, fonamentalment per les compensacions econòmiques que obtindria el consistori. D'altra banda, els dos edils d'Esquerra Republicana de Catalunya (ERC) s'hi oposaren, juntament amb la Plataforma de Fulleda, argumentant el gran impacte paisatgístic i ecològic que representa la implantació d'aquesta infraestructura. Les eleccions municipals del maig de 2007 van donar la victòria per majoria absoluta a l'Associació Progressista de Fulleda, formació afí a ERC, per 4 regidors a 1 de CiU, i el consistori negocià amb l'empresa Acciona Energia l'eliminació dels parcs de Ràfols i Pla de Tossalets.
Respecte a la llengua, el parlar de Fulleda pertany al català occidental, no lleidatà, de transició cap a l'oriental, més concretament, cap al subdialecte tarragoní.
En l'aspecte cultural, Fulleda ha tingut un parell de publicacions amb certa transcendència: 
- Al peu del canó va ser una revista local editada per l'Associació Cultural Recreativa el Forn de Fulleda en un període dels anys 1980 i 1990
- Peti qui peti va ser una revista local editada també per l'Associació Cultural Recreativa el Forn de Fulleda que es va reprendre en forma de blog.

## Demografia
| 1497 f | 1515 f | 1553 f | 1717 | 1787 | 1857 | 1877 | 1887 | 1900 | 1910 |
| ------ | ------ | ------ | ---- | ---- | ---- | ---- | ---- | ---- | ---- |
| -      | -      | 27     | 155  | 428  | 520  | 492  | 491  | 423  | 405  |

| 1920 | 1930 | 1940 | 1950 | 1960 | 1970 | 1981 | 1990 | 1992 | 1994 |
| ---- | ---- | ---- | ---- | ---- | ---- | ---- | ---- | ---- | ---- |
| 388  | 336  | 285  | 243  | 200  | 131  | 121  | 120  | 130  | 130  |

| 1996 | 1998 | 2000 | 2002 | 2004 | 2006 | 2008 | 2010 | 2012 | 2014 |
| ---- | ---- | ---- | ---- | ---- | ---- | ---- | ---- | ---- | ---- |
| 117  | 115  | 116  | 113  | 114  | 115  | 119  | 102  | 103  | 98   |

| 2016 | 2018 | 2020 | 2022 | 2024 | 2026 | 2028 | 2030 | 2032 | 2034 |
| ---- | ---- | ---- | ---- | ---- | ---- | ---- | ---- | ---- | ---- |
| 87   | 84   | 102  | 98   | 91   | -    | -    | -    | -    | -    |